# Nupserha convergens
Nupserha convergens là một loài bọ cánh cứng trong họ Cerambycidae.